# Paul Kanjorski
Paul E. Kanjorski, né le 2 avril 1937 à Nanticoke, est un homme politique américain. Membre du Parti démocrate, il est élu pour la Pennsylvanie à la Chambre des représentants des États-Unis de 1985 à 2011.

## Biographie
Kanjorski est né dans la ville minière de Nanticoke, en Pennsylvanie. Au lycée, il effectue un stage à la Chambre des représentants. Il sert par la suite dans la United States Army, dont il est réserviste. Après des études à l'université Temple (1957-61) puis à la faculté de droit de Dickison (1962-65), il devient avocat.
En 1984, Kanjorski se présente à la Chambre des représentants des États-Unis dans le 11e district de Pennsylvanie. Il bat le démocrate sortant durant les primaires puis remporte l'élection générale avec 59 % des suffrages face au républicain Robert Hudock. Il est facilement réélu dans cette circonscription du nord-est de la Pennsylvanie, autour de Scranton et Wilkes-Barre. Entre 1986 et 2006, il rassemble toujours plus de 66 % des voix (à l'exception de l'élection de 2002 où il ne rassemble que 55,6 % des suffrages face à Lou Barletta, maire d'Hazelton). En 2008, le démocrate affronte à nouveau Barletta, qui s'est fait connaître grâce à ses positions hostiles à l'immigration et aux immigrés. Profitant de l'élection de Barack Obama,, il bat le républicain mais avec seulement 51,6 % des suffrages.
Durant son mandant, Kanjorski est un membre important de la commission des services financiers de la Chambre. Après la crise bancaire et financière de l'automne 2008, il participe à la rédaction de plusieurs régulations de l'industrie financière,.
Kanjorski est candidat à un nouveau mandat lors des élections de 2010, affrontant une fois de plus Barletta. Le maire d'Hazelton critique le sortant pour son vote en faveur du renflouement des banques, l'estimant à la botte des intérêts de Wall Street, et pour son vote en faveur de l'Obamacare. Le duel est considéré serré par les commentateurs politiques, voire légèrement favorable aux républicains,. Dans une circonscription historiquement démocrate et ouvrière, Kanjorski se retrouve derrière Barletta dans les sondages. Dans un contexte de « vague républicaine », il est finalement battu, ne réunissant que 45,3 % des voix contre 54,7 % pour le républicain.